# ピストン西沢
ピストン 西沢（ピストン にしざわ、1964年9月2日 - ）は、日本のDJ、ラジオパーソナリティ、リミックス・エンジニア。
本名：西澤  健（にしざわ けん）。愛称は、「ピス」、「ピス兄（ピスにい）」「ピスちゃん」など。座右の銘は「他力本願」。

## 来歴
東京都目黒区祐天寺出身。成城大学経済学部中退。大学在学中からクラブDJを始め、ダンス・ミュージックやリミックスを多数手がける。
その後、DJ.ICHIRO名義で「ダンス☆マン&ザ・バンド☆マン」のリーダーとして活動。横浜のDISCO PLAZA CIRCUSでもDJをしていた。

### 音楽活動
モーニング娘。（『LOVEマシーン』『恋のダンスサイト』など）を始め様々な歌手の楽曲を多数リミックスしており、ピストン西沢名義でネオンパーク『用がなければ帰ります』（1996年）、Valerie B.『Don't You Wanna Party?』（1998年）、広瀬香美『More More Love Winters』（2000年）など、これまでに数多くの作品にリミキサーとして参加している。
1998年 『Biohazard 2』のリミックス・アルバム『Biohazard 2 ReMix 〜met@morPhoses〜』を制作。2005年に綾小路きみまろの漫談とトランスをリミックスしたアルバム『きみまろトランス』で楽曲提供とリミックスを行い、第47回日本レコード大賞で企画賞を受賞。
2006年5月には福山雅治の楽曲を西沢がリミックスした企画アルバム『Fukuyama Masaharu ANOTHER WORKS remixed by Piston Nishizawa』が発売され、オリコンアルバムチャート初登場2位を記録。「HEAVEN」・「Dear」には、秀島史香がナレーションで参加している。
これらの他にも、当時のJ-WAVEナビゲーター（パーソナリティ）が多数参加するTechnotronic『Get Up!』のリミックスやSKOOP（現・Skoop On Somebody）『壊したい』の「GROOVE LINE Mix」（HMV渋谷で店頭配布）などがある。
2010年4月には「柄沢怜奈とお兄ちゃん」の「チンチンポンポン」というカバー楽曲にお兄ちゃんとしてゲスト参加・ボーカルを務めた。同楽曲ではプロデュースの他、リミックスも行った。

### ラジオ
TOKIO HOT 100（J-WAVE）や横浜エフエム放送でディレクターとして仕事をしていたが、個性的なキャラクターとトークの器用さから1994年からナビゲーター（パーソナリティ）として番組に出演するようになる。横浜エフエム放送で仕事をしていたころの愛称が「ハマラジ」だったため、現在でも会話の中で「ハマラジ」の愛称を使うことがある。
1997年10月からJ-WAVE平日夕方のTHE VILLAGE Part2（火～金曜）を担当、1998年以降は同時間帯のGROOVE LINEおよびGROOVE LINE Zのナビゲーターとして2022年9月までの24年半にわたって出演を行っていた。同番組ではリスナーの投稿を基に、秀島史香をはじめとするアシスタントとのツインナビゲートでノンストップトークを展開、またMix Machineコーナーでは即興であらゆるジャンルの楽曲をDJミックスしていた。
番組内では公開放送に来ている観客や出演者をいじったり下ネタを振ったりすることが多く、開局時より音楽中心となる編成を行っているJ-WAVEとしては異質の番組であったため、GROOVE LINE終了の理由を「J-WAVEの憲法に反した」としている。
2009年12月からはGROOVE LINEと並行してニッポン放送『ピストン西沢のオールナイトニッポンGOLD』のレギュラーも開始。2011年3月まで放送された。自身としては初のAM局および全国ネットでのレギュラーとなった。
第48回ギャラクシー賞でDJパーソナリティ賞を受賞した。

### モータースポーツ
車好きとして知られ、自動車雑誌に新車評を寄稿する他、ベストモータリングでは本人自ら出演もしている。その関係もあり、土屋圭市、鈴木亜久里、片山右京、川井一仁などのモータースポーツOB・関係者や伊藤大輔、本山哲、脇阪寿一を初めとするGTドライバーや今村陽一、熊久保信重などの全日本プロドリフト選手権ドライバーとも親交があり、業界内では顔が広い。日本カー・オブ・ザ・イヤーの選考委員を務めるほか、レーサーとしてインテグラレース（2003年には予選3位を獲得）やスーパー耐久などに参戦するなどしている（自らをプロのアマチュアレーサーと称している）。2005年11月20日にツインリンクもてぎにて行われたスーパー耐久シリーズ第8戦ではTUBEの松本玲二と共にST4クラスに参戦、優勝。2007年はロータス・エリーゼのみのワンメイクレース、ロータスカップジャパンに参戦、全4戦中、3戦で優勝を飾った。

### ハンバーガー
2007年にバーガーキングが日本に再上陸した時、国内1号店である「新宿アイランドイッツ店」のグランドオープニングセレモニーにて、ファン代表として登場した。

### パスタ（ニューオークボの生パスタと乾麺）
株式会社ニューオークボのHPにて、西沢自身が同社の生パスタ、乾麺の熱烈なファンとしてその魅力について語っている。
またYouTubeでは、同社公式チャンネルにおいて西沢自身が同社パスタを用いて調理する動画が複数アップされている。

## 人物
（参考：“ラジオ界の宝”ピストン西沢の「GROOVE LINE」、24年半の歴史に幕　「ラジオのために生まれてきた」）西沢の父は当時通産省の官僚であり、彼も父親が薦める企業に勤めるはずであったが、ディスコでDJをすることになった。『GROOVE LINE』の初代プロデューサーで当時を知る杉山博によれば、「彼がターンテーブルミックスを始めると客が集まってきてフロアがぎゅうぎゅうになるんです。とんでもなく人気のあるDJでした」と語る。また、西沢は自身について「小さい頃から今まで子どもが興奮しているような状態がずっと続いている。うるさい子どもだったと思うし、我慢しないと社会でうまくやっていけないことはわかっていたから、自分の能力でごはんが食べられるところを目指した」と語っている。
その後、横浜エフエムの深夜番組で喋り手となり、J-WAVEのパーティーでDJをした際、自らプレゼンして番組制作に携わるようになったという。杉山は「人気DJなのに、一から番組作りを学びたいと言ってADから始めました。努力家で、でも振り切った面白さがあるやつなんで、スタッフの中でも瞬く間に知れ渡り、裏方よりしゃべったほうがいいんじゃないか、となったんです。」と当時を語っている。
J-WAVEでの初出演番組『THE VILLAGE』の3週目くらいに、留守番電話にリスナーが入れた鼻歌の曲名を当てる企画を始めた。「それから番組がうまく回り出しました。僕は制作者としての勘が働いたから生き延びた。どうしたら面白くなるか、自分で矯正していったんでしょうね」と振り返る同コーナーは『GROOVE LINE』では「MUSIC RESQUE」として長年放送される事になる。
その『GROOVE LINE』は旧態依然の"More Music Less Talk"路線からは大きく異なり、ゲストをいじったり、リスナーとの電話を途中で切ったりと、やんちゃな番組は評判になった一方で歓迎しない人もいたという。現在のプロデューサーである松尾健司は、「ただ話しているのではなく、番組が面白いのか、リスナーは喜んでいるのか、スポンサーがどう思っているかまで、360度が見えている。そんな人はそうそういません」と評価し、西沢自身も「僕がディレクターとして自分を見たら、これだけラジオに合ってるやつはいないと思いますね。ラジオのために生まれてきたやつだとも言えます」と語っている。

## 放送出演

### 現在の出演
- BRIDGESTONE DRIVE TO THE FUTURE（J-WAVE、日曜） - 2010年4月〜

### 過去の出演

#### テレビ
- スーパーGTコンプリート（フジテレビ系列）2010年3月〜2010年11月
- イマドコ （テレビ朝日）
- やしがにのウインク （フジテレビ） - 投稿者として。
- オリエンタルラジオの黒い音楽館 （フジテレビ） - コメンテーターとして。
- メガPOPキッス（tvk） - 栗原治久とツイン司会。
- ミュージックトマトJAPAN（tvk）
- 音楽キング（tvk）
- 音楽空間アンモナイト（テレビ東京）
- BS熱中夜話（NHK衛星第2） - 「マドンナ ナイト」で解説者として。
- おじゃる丸（NHK教育） - まんまる君の声。

#### ラジオ
- CLUB DE TOKIO （J-WAVE） - サウンドエフェクト担当。
- THE VILLAGE Part2 火〜金曜日 （J-WAVE）
- Across The View （J-WAVE）
- 音の進化論（J-WAVE） - 1995年頃〜1997年12月、月〜金曜日20:55〜21:00。
- BRIDGESTONE AUTOMOBILE RADIO （J-WAVE） - 2003年4月〜2010年3月28日。土屋圭市とツインナビゲート。
- 横濱冒険倶楽部レイトナイトショー （ハマラジ） - レギュラー。呼んでもないのに栗原治久が入り浸っていた。
- THE VOICE（FMヨコハマ） - ほぼ毎週火曜日にレギュラー出演。
- Suntory Saturday Waiting Bar "AVANTI"（TOKYO FM） - ゲスト出演[8]。
- カンニング竹山 生はダメラジオ 2008年5月8日（TBSラジオ）- ゲスト出演。全裸のリスナーとの生電話「全裸フォン」等、J-WAVEでは絶対出来ないエロ企画。題して「夜のGROOVE LINE」。
- ピストン西沢のTBS東京救済計画 - 2009年5月16日（TBSラジオ） - 一回のみのスペシャル番組。青木裕子と共に、TBSのラジオカーで移動してリスナーの自宅や店舗へ行き、そこから生放送を行った。
- ライムスター宇多丸のウィークエンド・シャッフル - 2009年6月27日（TBSラジオ） - ゲスト。申し訳ないとフロム赤坂にてDJプレイ[9]。
- Heart to Heart（J-WAVE）- 2011年3月20日 17:00〜21:00 - 東日本大震災に関する特別番組。
- ピストン西沢のオールナイトニッポンGOLD （ニッポン放送）2009年〜2011年3月
- MOBILITYLAND Racing Radio（ニコニコチャンネル） - 2010年3月〜10月。土屋圭市とツインナビゲート。
- MY ANNIVERSARY SONG（J-WAVE）-2019年4月〜9月
- GROOVE LINE （J-WAVE）- 秀島史香とツインナビゲート。2010年4月からGROOVE LINE Z（月〜木）にリニューアル。秀島は3月までで降板、4月以降は金曜日同枠のCIRCUS CIRCUSを担当[10][11]。その後2017年10月から、同名の番組が再び放送されたが、2022年9月で終了。
- HEART ATTACK!（Heart FM）2023年3月22日 - 2023年12月29日、月〜金曜日 17:00～18:00

## 映画出演
- ウルトラマンメビウス&ウルトラ兄弟 （2006年） - 分身宇宙人ガッツ星人の声
- ワイルド・スピード MEGA MAX（2011年） - テゴ・レオ 役[12]（日本語吹替）

## 放送制作
SONY MUSIC TV（Sony Music Access）で、音楽ディレクターを何度か勤め、かつてTOKIO HOT 100（J-WAVE）のディレクターだった。当時のアシスタントディレクターは、後に山梨放送やNACK5で活動することになるかかしのバカボン鬼塚。同番組が1000回を迎えた2007年12月2日には記念に出演。かつてYOUGAKU-KINGDOM（J-WAVE）のプロデューサー。

## 雑誌連載
TOKYO1週間 （講談社）- ピストン西沢のようこそ「こぶとり食堂」

## 著書
- 「DJ BIBLE」（ベストセラーズ） - 絶版。Dj hondaと対談している[14]。
- 「こぶとり食堂」 （講談社）。TOKYO1週間 （講談社） にて連載していた「ピストン西沢のようこそ「こぶとり食堂」」を書籍化。

## ゲーム
DJbox （ソニー・インタラクティブエンタテインメント）の開発に参加した。

## 音楽解説
映画『Undercover Brother』のサウンドトラックCD『ディスコ・ブラザー Undercover Brother』の曲目解説を行った。